# Steve Ferrone
Stephen Ferrone, detto Steve (Brighton, 25 aprile 1950), è un batterista britannico.
È considerato oggi una leggenda della batteria. Batterista della Average White Band e dei Tom Petty and the Heartbreakers, ha registrato e suonato per artisti come Eric Clapton, Claudio Baglioni, Duran Duran, Paul Simon, Bee Gees, Slash, Mick Jagger, Michael Jackson, Johnny Cash, George Harrison, Aretha Franklin, Chaka Khan e tanti altri.

## Biografia
Nasce in una famiglia di musicisti, sua nonna suonava il piano e suo padre era un danzatore della Sierra Leone. Dopo gli studi musicali al Conservatoire de musique di Nizza, fortemente influenzato dalla Motown, ha tra le sue influenze maggiori Ringo Starr, Charlie Watts, Tony Meehan, Bernard Purdie, Grady Tate, Elvin Jones, Max Roach, Art Blakey, John Bonham, Clyde Stubblefield, Al Jackson Jr. e Harvey Mason. Nell'ottobre del 1974 esordisce in tour con gli Oblivion Express di Brian Auger, chiamato a sostituire Robbie McIntosh, morto il 24 settembre di overdose. Di questa esperienza rimangono le incisioni dal vivo, al The Whisky a Go Go di Hollywood, degli album Live Oblivion Vol.1 e Live Oblivion Vol.2 (doppio LP). Nel 1975 entra a far parte dei Bloodstone e pubblica il primo album, Riddle of the Sphinx. Poco dopo entra nei Average White Band, di cui è membro fino al 1982. Dal 1982 è diventato un turnista e ha collaborato, tra i tanti, con: Al Jarreau, Duran Duran, Chaka Khan, B52's, Bryan Ferry, Christine McVie, Rick James, Scritti Politti, Dick Morrissey, Bee Gees, Eric Clapton, George Duke, Aretha Franklin, Spin 1ne 2wo, Whitney Houston, Carole King, George Benson, Mick Jagger, George Harrison, Curt Smith, Michael Jackson, Dan Hill, Anita Baker, Roberta Flack, Ronnie Wood, Steve Perry, Marcus Miller, Cindy Lauper Robbie Williams, Gianni Fiorellino, Gigi D'Alessio, Claudio Baglioni, Eros Ramazzotti, Massimo Di Cataldo, Tom Petty, Alan Frew, The Black and White Years, Brian May, Slash, i Pooh, Anna Oxa, Pat Metheny, Laura Pausini, Pino Daniele e Renato Zero.
Dopo essere stato endorser della Gretsch nella seconda metà degli anni '70 e della Pearl dal 1983 al 2005, è successivamente diventato nuovamente endorser della Gretsch, che ha prodotto una batteria signature con il suo nome.
Discografia parziale
- 1975: Riddle of the Sphinx - Bloodstone
- 1975: Cut The Cake - Average White Band (AWB)
- 1976: Soul Searching - AWB
- 1976: Person To Person (live) - AWB
- 1977: Benny & Us - AWB
- 1977: Up - Morrissey - Mullen
- 1977: The Atlantic Family Live in Montreux
- 1978: Warmer Communications - AWB
- 1978: Chaka - Chaka Khan
- 1978: Roberta Flack - Roberta Flack
- 1979: Feel No Fret - AWB
- 1980: Invisible Man's Band - Invisible Man's Band
- 1980: Shine _- AWB
- 1980: Naughty – Chaka Khan
- 1980: Volume VIII - AWB
- 1981: What Cha' Gonna Do for Me – Chaka Khan
- 1981: Love All the Hurt Away - Aretha Franklin
- 1982: Cupid's In Fashion - AWB
- 1982: Chaka Khan – Chaka Khan
- 1982: Jeffrey Osborne - Jeffrey Osborne
- 1982: Changes - Keni Burke
- 1982: Instant Love - Cheryl Lynn
- 1983: In Your Eyes - George Benson
- 1983: Hearts and Bones - Paul Simon
- 1984: Christine McVie - Christine McVie
- 1985: She's the Boss - Mick Jagger
- 1985: 20/20 - George Benson
- 1985: Take No Prisoners - Peabo Bryson
- 1985: Glow - Rick James
- 1985: Say You Love Me - Jennifer Holliday
- 1985: Gettin' Away with Murder - Patti Austin
- 1985: Cupid & Psyche 85 - Scritti Politti
- 1986: Souliloquy - Dick Morrissey
- 1986: Notorious - Duran Duran
- 1986: Destiny – Chaka Khan
- 1986: Good to Go Lover – Gwen Guthrie
- 1986: L Is for Lover − Al Jarreau
- 1986: Back in the High Life – Steve Winwood ("Freedom Overspill")
- 1986: Three Hearts in the Happy Ending Machine – Daryl Hall
- 1986: Enough Is Enough – Billy Squier
- 1987: Humansystem – TM Network
- 1987: Red Hot Rhythm & Blues – Diana Ross
- 1987: Two Stories – The Williams Brothers
- 1988: Big Thing - Duran Duran
- 1988: Oasis - Roberta Flack
- 1988: C.K. - Chaka Khan
- 1988:The Corporate World - Gail Ann Dorsey
- 1989: A Night to Remember - Cyndi Lauper
- 1989: When All the Pieces Fit - Peter Frampton
- 1989: City Streets - Carole King
- 1989: One - Bee Gees
- 1989: Cosmic Thing - B52's
- 1989: Journeyman - Eric Clapton
- 1990: Oltre - Claudio Baglioni (batteria in Acqua dalla luna e Navigando)
- 1990: I'm Your Baby Tonight - Whitney Houston
- 1990: Making Every Moment Count - Peter Allen
- 1990: Composition - Anita Baker
- 1991: 24 Nights – Eric Clapton
- 1992: Unplugged - Eric Clapton
- 1992: Live in Japan - George Harrison with Eric Clapton and Band
- 1992: Road to Freedom - Grayson Hugh
- 1992: Assieme - Claudio Baglioni
- 1992:  Di questa vita - Anna Oxa
- 1992: Secret Story - Pat Metheny
- 1993: Spin 1ne 2wo - Spin 1ne 2wo
- 1993: The Sun Don't Lie - Marcus Miller
- 1993: Tutte storie - Eros Ramazzotti
- 1993:Quando non sei più di nessuno - Renato Zero
- 1993: Soul on Board – Curt Smith
- 1993: Taxi - Bryan Ferry
- 1993: Head to Head – Jonathan Butler
- 1993: The Wedding Album – Duran Duran
- 1993: Clive Griffin – Clive Griffin
- 1993: Love Remembers - George Benson
- 1993: Independence - Lulu
- 1994: Wildflowers - Tom Petty
- 1994: Mamouna - Bryan Ferry
- 1994: That Secret Place - Patti Austin
- 1994: Rhythm of Love - Anita Baker
- 1994: Hold On - Alan Frew
- 1995: HIStory: Past, Present and Future, Book I - Michael Jackson
- 1995: Thank You – Duran Duran
- 1995: Playback – Tom Petty and the Heartbreakers
- 1995: Shadow Man - Sasha Gracanin featuring Mick Taylor
- 1995: New Beginning – Tracy Chapman
- 1996: Anime - Massimo Di Cataldo
- 1996: Le cose che vivi- Laura Pausini
- 1996: Songs and Music from "She's the One" - Tom Petty and the Heartbreakers
- 1996: Unchained – Johnny Cash
- 1996: I'm Doing Fine - Dan Hill
- 1996: Sutras - Donovan
- 1996: Falling into You - Céline Dion
- 1997:Indivisibili - Ivana Spagna
- 1998: One Moment in Time – John Jones
- 1998: Another World - Brian May
- 1998: One Moment in Time – John Jones
- 1999: Echo - Tom Petty and the Heartbreakers
- 1999: Breakdown - Melissa Etheridge
- 1999: Timbre - Sophie B. Hawkins
- 2000: Stilelibero - Eros Ramazzotti
- 2001: Trouble in Shangri-La – Stevie Nicks
- 2002: Escapology - Robbie Williams
- 2002: The Last DJ - Tom Petty and the Heartbreakers
- 2002: Goddess Of Love- Bryan Ferry
- 2002: Twisted Angel - LeAnn Rimes
- 2003: It Up: Steve Ferrone and Friends Live at La Ve Lee
- 2003: Freak Out - Chris Catena
- 2004: My Everything - Anita Baker
- 2004: In The Meantime – Christine McVie
- 2004: Quanti Amori - Gigi D'Alessio
- 2004: Peace... Back by Popular Demand – Keb' Mo'
- 2004: Come As You Are - Mindi Abair
- 2004: Keep It Simple- Keb' Mo'
- 2006: More Head - Steve Ferrone's Farm Fur
- 2008: The Black and White Years - The Black and White Years
- 2009: The Live Anthology - Tom Petty and the Heartbreakers
- 2010: Slash - Slash
- 2010: I Feel Like Playing - Ronnie Wood
- 2010: Mojo - Tom Petty and The Heartbreakers
- 2010: Dove comincia il sole - Pooh
- 2011: Inedito - Laura Pausini
- 2014: Hypnotic Eye - Tom Petty and the Heartbreakers
- 2014: Live - Steve Ferrone & Friends
- 2016: Alt (solo i brani In questo misero show e Gli anni miei raccontano) - Renato Zero
- 2017: Three Sixty - The 360 Band
- 2017: Bidin' My Time -Chris Hillman
- 2018: Traces - Steve Perry
- 2021: Mo'Live -Steve Ferrone & Friends II
- 2021: C'era una volta Peter Pan (solo i brani Sto 'e casa ncopp' 'o Vommero e Un bravo attore) - Gianni Fiorellino
- 2023: A Place Called Home - That Summer